# Niphorycta
Niphorycta is een geslacht van vlinders van de familie sikkelmotten (Oecophoridae), uit de onderfamilie Xyloryctinae.

## Soorten
- N. hemipercna Diakonoff, 1954
- N. hypopercna Meyrick, 1938